# Amaurospiza moesta
Espèce
Statut de conservation UICN

 NT  : Quasi menacé
Amaurospiza moesta, anciennement appelé Sporophile noirâtre, est une espèce de passereaux d'Amérique du Sud appartenant à la famille des Cardinalidae. Il était auparavant placé dans la famille des Thraupidae.

## Répartition et habitat
On le trouve au Brésil, en Argentine et au Paraguay. Il vit dans les forêts de plaine et de montagne jusqu'à 1 600 m d'altitude. Il est particulièrement présent dans les zones de bambous Chusquea et Guadua.

Carte de distribution en Amérique du Sud (2022).